# پوشش عمیق (فیلم ۲۰۲۵)
پوشش عمیق (به انگلیسی: Deep Cover) فیلمی محصول سال ۲۰۲۵ و به کارگردانی تام کینگزلی است. در این فیلم بازیگرانی همچون برایس دالاس هاوارد، اورلاندو بلوم، نیک محمد، پدی کانسیداین، ایان مک‌شین، شان بین، سونویا میزونو، امید جلیلی و کیتی ویکس ایفای نقش کرده‌اند.